# Holland (Vermont)
Holland – miasto w Stanach Zjednoczonych, w stanie Vermont, w hrabstwie Orleans.